# تاريخ تشيلي الاقتصادي
تحوَّل اقتصاد تشيلي تحولًا نسبيًا عبر الزمن من الاقتصادات المتباينة لمختلف السكان الأصليين إلى الاقتصاد الموجه بداية نحو الزراعة وأخيرًا إلى تصدير المواد الخام واتّسامه بأنه قطاع خدمي ضخم، ظلّ التاريخ الاقتصادي الحديث لتشيلي (-1973) محور نقاشٍ مستفيض استقت منه «النيوليبرالية» معناها الحديث.
انتقلت تشيلي إلى الاستقلال بوصفها اقتصادًا ريفيًا لأطراف الإمبراطورية الإسبانية. أحدث عهد التجارة الحرة النسبية الذي بدأ مع الاستقلال في 1810 تنمية لبعض القطاعات في الاقتصاد التشيلي، ورافق ذلك تشكّل فئة الأعمال التجارية المحلية، وهي فئة حديثة في تشيلي، شهدت تشيلي أول أزمة اقتصادية حديثة لها مع الكساد الطويل في سبعينيات القرن التاسع عشر، سجل الإتجار برواسب النترات المُدرّة للربح في الشمال الذي اُحتِلَ في حرب المحيط الهادئ (1879-1884) حقبة كاملة في تاريخ تشيلي، وخضع الإرث الاقتصادي للنترات للنقاش على نطاق واسع.
عانت تشيلي في النصف الأول من القرن العشرين من فترات ركود اقتصادي شديد بما في ذلك الكساد العظيم، شهدت البلاد في هذه الفترة توسعًا حضريًا حثيثًا، فبدأ التصنيع الجزئي الذي تولته الدولة في 1939، وحل تعدين النحاس كليًا محل استخراج النترات بوصفه المصدر الرئيسي للثروة في البلاد، ظلّت الزراعة في تشيلي على الرغم من الإصلاح الزراعي في الستينيات والسبعينيات من القرن العشرين أحد أكثر قطاعات الاقتصاد تخلفًا واتّسمت بالركود منذ 1930 حتى 1980.
شرعت الديكتاتورية العسكرية في حكم بينوشيه في ظل نفوذ أبناء مدرسة شيكاغو في منتصف سبعينيات القرن العشرين بتغييرات جذرية نحو نموذج اقتصادي «نيوليبرالي»، تابعت الحكومات الديمقراطية التي أعقبت الديكتاتورية منذ 1990 معظم سياساتها الاقتصادية، لكنها زادت الإنفاق الاجتماعي وحدّت من الفقر، ارتفعت الصادرات والناتج المحلي الإجمالي للفرد الواحد ارتفاعًا مطردًا خلال الثمانينيات والتسعينيات من القرن العشرين لغاية الأزمة الآسيوية عام 1997 التي تباطأ على إثرها النمو الاقتصادي بعض الشيء، حدث بعد عام 1973 زيادة في التعهيد والأعمال الحرة والأعمال غير الرسمية وزيادة لمشاركة المرأة في القوى العاملة.

## الاقتصاد قبل الاستعمار الإسباني
وُزِّعَ اقتصاد السكان الأصليين في الشمال الأقصى في فترة ما قبل الغزو الهسباني بين أولئك الذين زاولوا الزراعة وكانوا حضرًا وشعب تشانغو الذين عاشوا مزاولين للصيد وجمع الثمار في المناطق الساحلية، رعت المجموعات الحضرية حيوانات اللاما وطبقوا تقنيات الري بالتنقيط. فُسرت القلائد المصنوعة من العظم والقطع الذهبية والنحاسية على أنها سلع كمالية وتشير وفقًا لفيلالوبوس وآخرون إلى شريحة معينة من الطبقات الاجتماعية بين المجموعات الحضرية.
كان أكبر تجمع للسكان الأصليين إبان وصول الإسبان الأوائل إلى تشيلي في المنطقة التي تمتد من نهر إتاتا إلى أرخبيل تشيلوي، عمل السكان الأصليون في هذه المنطقة بزراعة المروج المعشبة بين الغابات التي قدمت الحطب والنسيج وأتاحت إنتاج الألواح الخشبية، تنوعت أساليب الزراعة ففي الوقت الذي زاولت فيه بعض شعوب المابوتشي والهويليتش أسلوب القطع والحرق، استحدث شعب المابوتشي أسلوب الزراعة كثيفة العمالة حول بحيرة بودي (الحقول المرتفعة) وأودية لوماكو وبورين (الحقول ذات القنوات)، امتدت الزراعة في حضارات ما قبل الهسبان إلى أقصى الجنوب حتى أرخبيل غوايتيكاس (44 درجة في الجنوب) حيث زرع شعب كونو البطاطا التشيلية، ومن المعروف أن أدوات الزراعة كانت بسيطة نسبيًا، اكتمل اقتصاد المابوتشي والهويليتش بتربية حيوان تشيليوكوى، كان الساحل الجنوبي غنيًا على نحو خاص بالرخويات والطحالب والقشريات والأسماك.
كانت المضائق والقنوات في أقصى جنوب تشيلي (ما عدا أرخبيل تشيلوي) مأهولة بالصيادين الجامعين الرُّحل ممن يستخدمون قوارب الكانو، وتشمل هذه المجموعات شعوب الكونو وألاكالوف والياغان.

## الاقتصاد الاستعماري

### الغزو الإسباني (1541 – 1600)

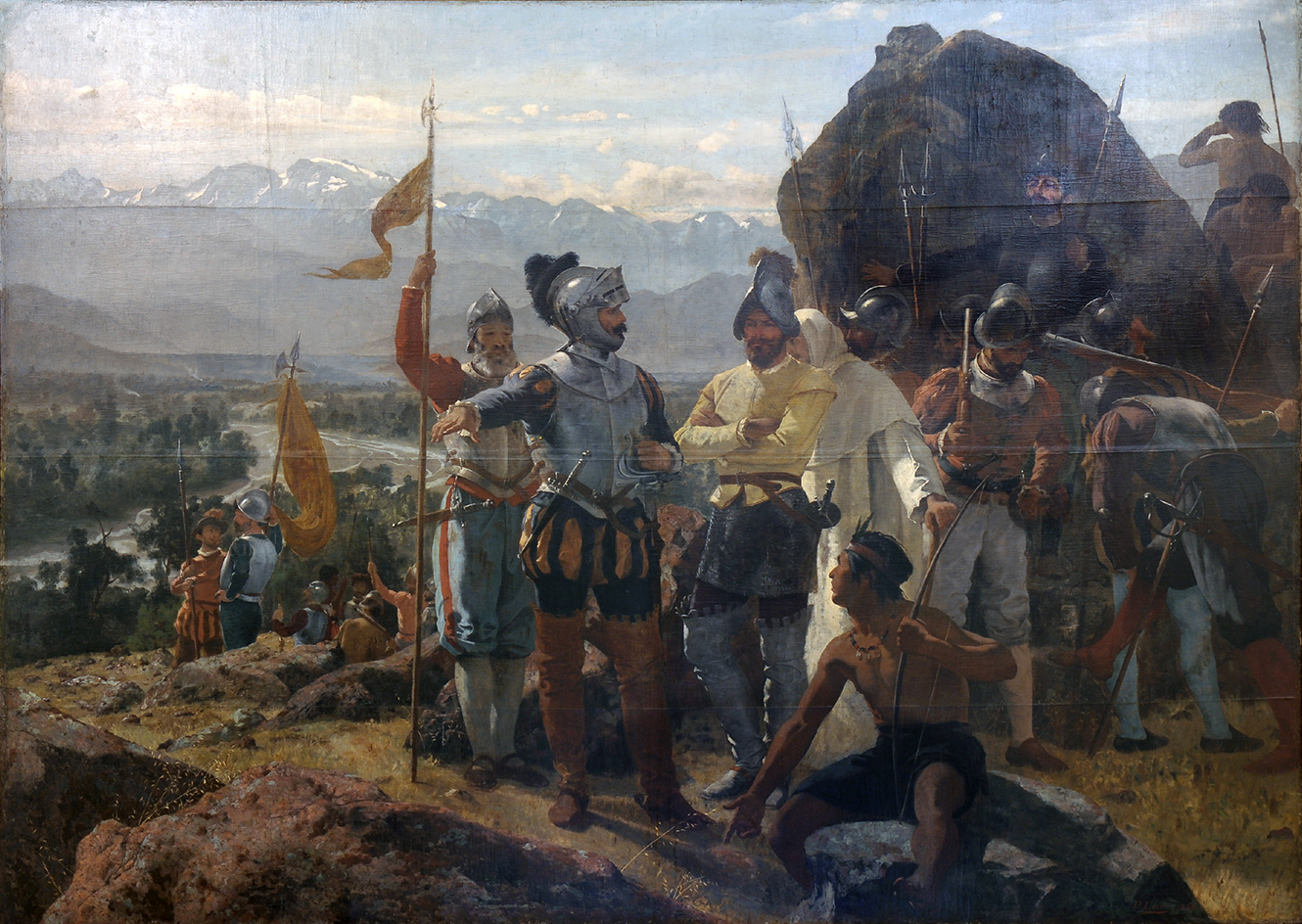
تأسيس مدينة سانتياغو عام 1541. لعبت المدن المتأسسة حديثًا على يد الإسبان دورًا هامًا في النظام الاقتصادي الذي تبدت معالمه خلال فترة الحكم الإسباني.

لم يضطلع التاج الإسباني مباشرة في غزو تشيلي ولكن الإسبان هم الذين شيدوا المنشآت لذلك الغرض وحشدوا الموارد المالية والجنود بأنفسهم، في عام 1541 شيّدت بعثة استكشافية (مشروع) يرأسها بيدرو دي فالديفيا مدينة سانتياغو للشروع بغزو تشيلي، كانت السنوات الأولى قاسيةً على الإسبان ويُعزى ذلك في المقام الأول لفقرهم وحركات تمرد السكان الأصليين والمؤامرات المتكررة، تبع التشييد الثاني لمدينة لا سيرينا في 1549 (شُيّدت في بادئ الأمر عام 1544 ولكن دمرها السكان المحليون) تشييد مدن جديدة عديدة في جنوبي تشيلي ليتوقف ذلك فقط بعد وفاة فالديفيا عام 1553.
اتّسم الاستعمار الإسباني للأمريكتين بإنشاء المدن في وسط المناطق المحتلة، فأصبح العديد من الغزاة عند تأسيس كلّ مدينة مقيمين فيها ومُنِحوا أراضيَ زراعية ومزارع لتربية المواشي في تخوم المدينة أو قطعة أرض كبيرة في مناطق أبعد من الريف، كان السكان المحليون إلى جانب الأراضي موزعين بين الإسبان إذ إنهم أفراد أساسيون في تنفيذ أي نشاط اقتصادي.

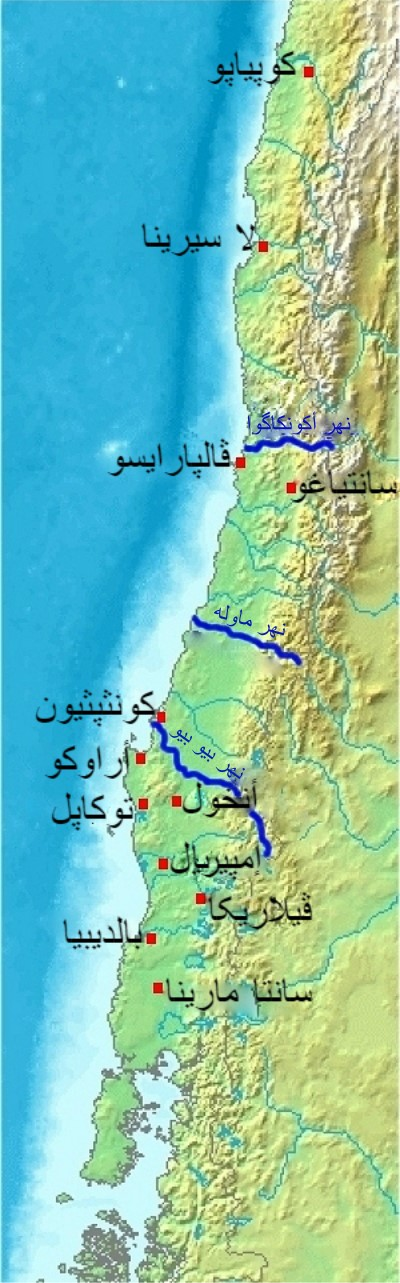
أغارت قبائل السكان الأصليين على جميع المستوطنات الإسبانية على البر الرئيسي (النقط الحمراء) الواقعة جنوب نهر بيو بيو لتدمرها بحلول عام 1604 ويعرف هذا الحدث بـ«تدمير المدن السبعة».

كان اقتصاد تشيلي في القرن السادس عشر إضافة إلى الكفاف موجهًا نحو الإنتاج على نطاق واسع، استغلت المستعمرات الإسبانية قدرًا كبيرًا من اليد العاملة للسكان الأصليين في تطبيق نظام السخرة المتبع في مزارع قصب السكر الواسعة وجزر البحر الأبيض المتوسط وماكارونيسيا، قضى نظام العمل هذا على القاعدة الإنتاجية تباعًا ما أدّى إلى فرض التاج الإسباني نظام الوصاية ليمنع التجاوزات، تمكن المستوطنون الإسبان في تشيلي مواصلة استغلال اليد العاملة للسكان الأصليين في أوضاع أقرب ما تكون إلى العبودية بالرغم من تنفيذ نظام الوصاية، كان على المستوطنين الإسبان الأثرياء مع مرور الزمن أن يواجهوا معارضة لأسلوبهم في الإنتاج من اليسوعيين والمسؤولين الإسبان والمابوتشي.
حاول المستوطنون الإسبان الأوائل لأرخبيل تشيلوي (غزوه عام 1567) أن يرتكز اقتصادهم على استخراج الذهب وعلى نموذج الزراعة «الهسبانية المتوسطية»، انتهى الأمر بإخفاق شامل نظرًا إلى الظروف غير الملائمة للأرخبيل، ومع ذلك أعاد الإسبان توجيه أنشطتهم إلى قطع الأشجار في فيتزرويا.

### عصر الشحم (1600 – 1687)
كان سقوط المدن الإسبانية في الجنوب إثر معركة كورالابا 1598 يعني للإسبان خسارة مقاطعات الذهب الرئيسية وأكبر مصادر العمالة المحلية على حدٍّ سواء، تركزت مستعمرة تشيلي بعد هذه السنين المأساوية في منطقة سنترال فالي التي أصبحت مأهولةً بالسكان ومكانًا للاستكشاف وعرضةً للاستغلال الاقتصادي على نحو متزايد، أقيمت المزارع الكبيرة إثر ميلٍ عام في سائر أمريكا الإسبانية في الوقت الذي كان الاقتصاد يتحول من التعدين إلى الزراعة وتربية الحيوان، كان نشاط التعدين في تشيلي في القرن السابع عشر محدودًا للغاية عمّا كان عليه في القرنين السادس عشر والثامن عشر، تضاءل السكان الأصليون في تشيلي طوال القرن السابع عشر، ما قلّل من أهمية الوصاية، وجلب الأوصياء التشيليين الذين يخضعون لنظام الوصاية في كويو عبر جبال الأنديز السكان الأصليين للأرجنتين إلى تشيلي ليستأجرهم غيرهم من الإسبان دون نظام الوصاية.
لعب اقتصاد تشيلي القائم على تربية المواشي والزراعة في القرن السابع عشر في ظل النيابة الملكية في البيرو دورًا هامشيًا مقارنةً مع المقاطعات الغنيّة بالمعادن الخام مثل بوتوسي والمدينة الثرية ليما، شكلت منتجات تربية الماشية الجزء الأكبر من الصادرات التشيلية لسائر النيابة الملكية، وشملت هذه المنتجات الشحم واللحم المقدد والجلود، دفعت هذه التجارة المؤرخ التشيلي بينجامين فيكونيا مكاينا إلى وسم القرن السابع عشر بعصر الشحم، (بالإسبانية: Siglo del sebo)، شملت منتجات أخرى من الصادرات الفاكهة المجففة والبغال والخمور وكميات ضئيلة من النحاس، كانت التجارة في البيرو تحت سيطرة التجار في مدينة ليما الذين تمتعوا بالحماية من قبل السلطات الإسبانية فيها، صدرت تشيلي إلى جانب التصدير إلى سواحل البيرو المنتجات برًا أيضًا إلى بيرو العليا عبر ميناء أريكا، كانت التجارة داخل تشيلي متواضعة لأن المدن كانت صغيرة ومكتفية ذاتيًا.
لم يكن استخراج الخشب ذا أهمية تُذكر بصفة عامة في تشيلي الاستعمارية باستثناء في أرخبيل تشيلوي وفالديفيا، فقد صدّرت هاتان المنطقتان الألواح الخشبية إلى البيرو، وقد أدى دمار مدينة فالديفيا سنة 1599 إلى اكتساب تشيلوي أهمية متزايدة بوصفها الموقع الوحيد الذي بوسعه أن يزوّد النيابة الملكية في البيرو بخشب فيتزرويا، غادرت أول شحنة ضخمة من خشب فيتنزرويا تشيلوي عام 1641.